# Суперметалл
«Суперметалл» (ФГУП НПК «Суперметалл») — федеральне державне унітарне підприємство, науково-виробничий комплекс в Росії. Унікальне спеціалізоване підприємство з переробки дорогоцінних металів.

## Характеристика
У 1990-і роки ФГУП НПК «Суперметалл» — провідний розробник і продуцент промислової продукції з платинових металів. За обсягом переробки брухту і виробництву з нього обладнання для одержання силікатних матеріалів ФГУП НПК «Суперметалл» займає 1-е місце у світі серед аналогічних підприємств. Підприємство випускає понад 300 різновидів виробів з благородних металів. Адреса: 141551, пос. Андреевка, Солнечногорский район, Московская обл., Россия

## Технології
Основна технологія переробки — безафінажний метод, який поєднується з процесами збагаченням та афінажу.